# Алексиева къща
Алексиевата къща (на гръцки: Αρχοντικό Αλεξίου) е възрожденска къща в град Сятища, Гърция.

## История
Къщата е изградена в южната махала на Сятища Герания в XVIII век. В стената има вграден каменен надпис:
| „ | Ο ΠΑΡΟΝ ΟΙΚΟΣ ΕΚΤΗΣΘΕΙ// ΔΙΑ ΔΑΠΑΝΗΣ ΤΟΥ ΚΩΝΣΤΑΝΤΙΝΟΥ // ΑΛΕΞΙΟΥ ΓΕΝΗΜΑ ΚΑΙ ΘΡΕΜΑ // TΗΣ ΑΥΤΗΣ ΠΟΛΕΩΣ CIATICTHC // KΑΙ ΔΙΑ ΧΕΙΡΟΣ ΤΟΥ ΜΙΧΑΗΛ // ΕΚ ΚΟΜΕΩΣ ΛΟΥΒΡΟΥ // EN ETH 1760 // ΙΟΥΛΗOY 10 | “ |

Надписът информира, че тази къща е завършена на 10 юли 1760 година за сметка на Константинос Алексиос, родом от град Сятища, от ръката на Михаил от село Луврос.